# اوته ویلد
اوته ویلد (انگلیسی: Ute Wild؛ زادهٔ ۱۴ ژوئن ۱۹۶۵) قایقران روئینگ اهل آلمان شرقی بود.